# LUCRA

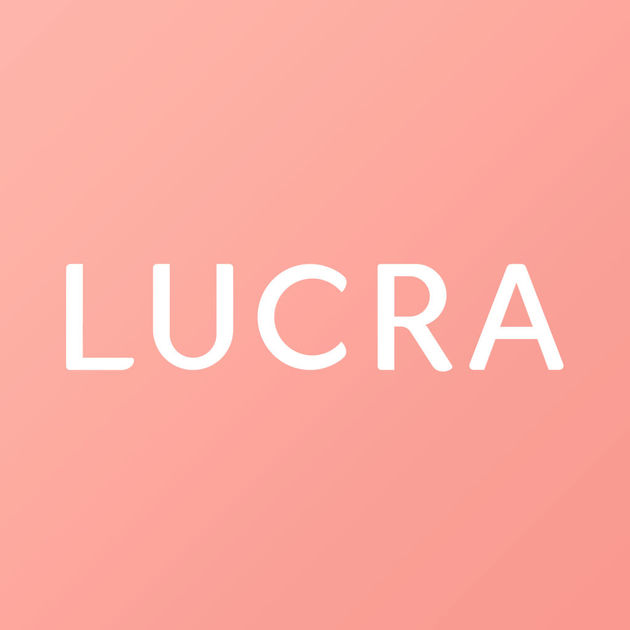
アプリアイコン

ルクラ (LUCRA)とは、 KDDIとグノシーがスマートフォン向けに提供している女性向け総合情報アプリである。

## 概要
自分らしく生きたいすべての女性のための総合情報アプリとして、ファッションやメイク、恋愛、子育て、料理レシピなど、ティーンからオトナ女子、ママまで楽しめる幅広いジャンルの記事をまとめて読むことができる。
具体的なスキームはグノシーと変わらず、データ解析技術やデータに基づくアルゴリズムによる配信技術、メディアとのリレーションを活用してユーザーに最適な情報を配信する。
- 2017年（平成29年）5月30日　iOS向けにアプリケーション配信を開始[2]。
- 2017年（平成29年）7月14日　 KDDIとの共同運営に関する業務提携について基本合意を発表している[3]。

## 主な特徴
1. ティーンからオトナ女子、ママまで楽しめる情報ジャンルの多さ
2. 契約した提携メディアの提供により、質の高いコンテンツを配信
3. アルゴリズムが話題の情報をピックアップ、自分好みの記事が集まる